# クサール
クサール (アラビア語マグリブ方言: قصر, ksar/qsar, クサル) は、マグリブのオアシス住民の伝統的村落。一般的にはモスクを中心に家や穀倉が配置され、しばしば城壁で囲まれた。また、防御を容易にする目的で、山に形成されることもある。建材には、日干し煉瓦が用いられるのが普通で、石が併用されることもある。
「クサール」という表記は英語・仏語表記からの転訛で、現地での発音は「クサル」に近い。クサルはアラビア語のقصر（qaṣr, 「城」）のマグリブ方言で、複数形はクスール（قصور, ksour）である。ベルベル語で対応するのは、アグレム（単数形）/ イグレム（複数形）である。マグリブでは地名にも使われ、特にアトラス山脈のサハラ側やドラー川渓谷で広く使われた。
スペインに見られる地名アルカサルも本来は要塞だったことから、このアラビア語に由来する名称がついたのである。

## 地名としてのクサール
- Ksar es-Seghir（モロッコ）
- Ksar el-Kebir（モロッコ）

## ギャラリー

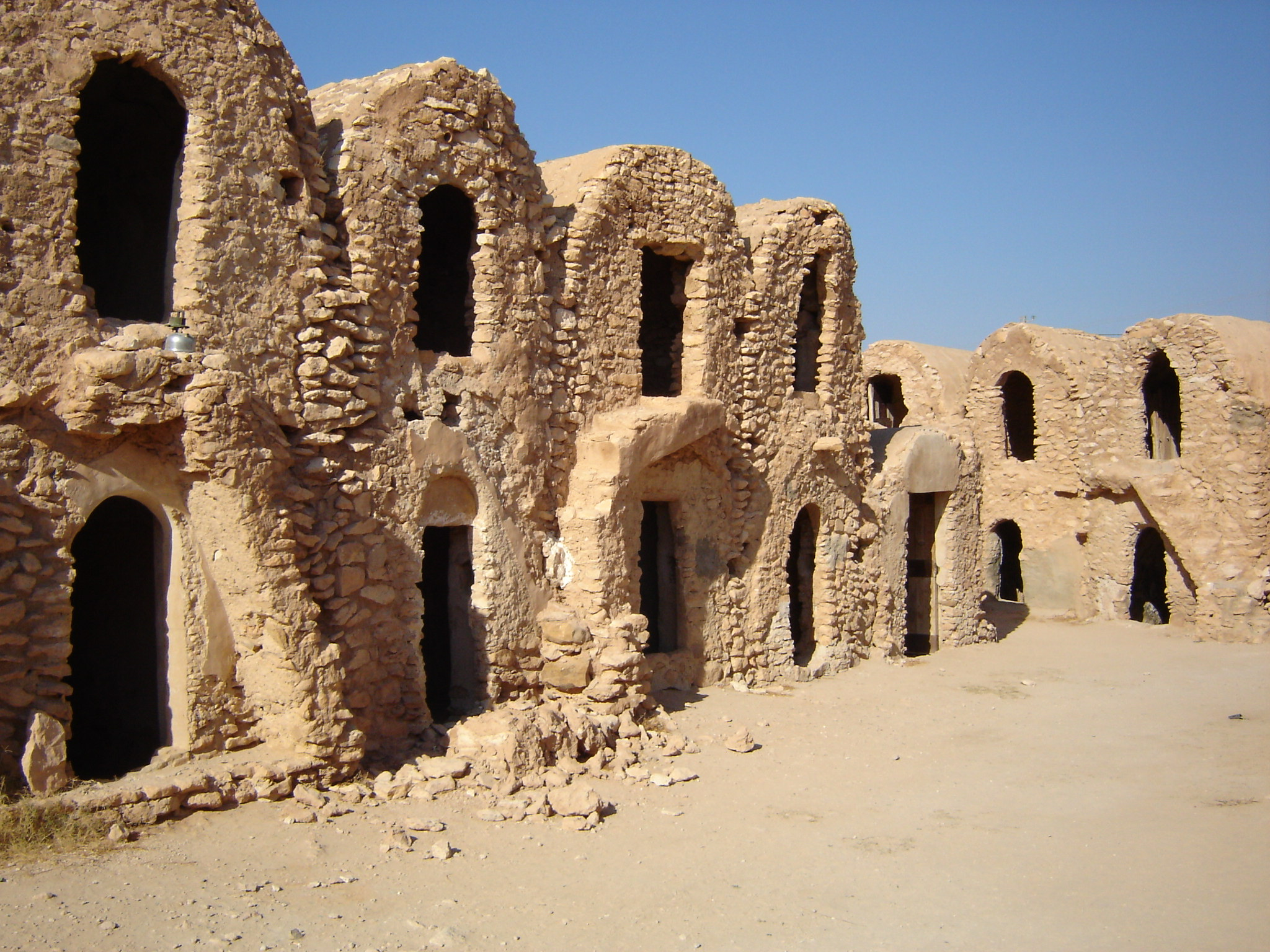
Ksar Hadada（チュニジア）
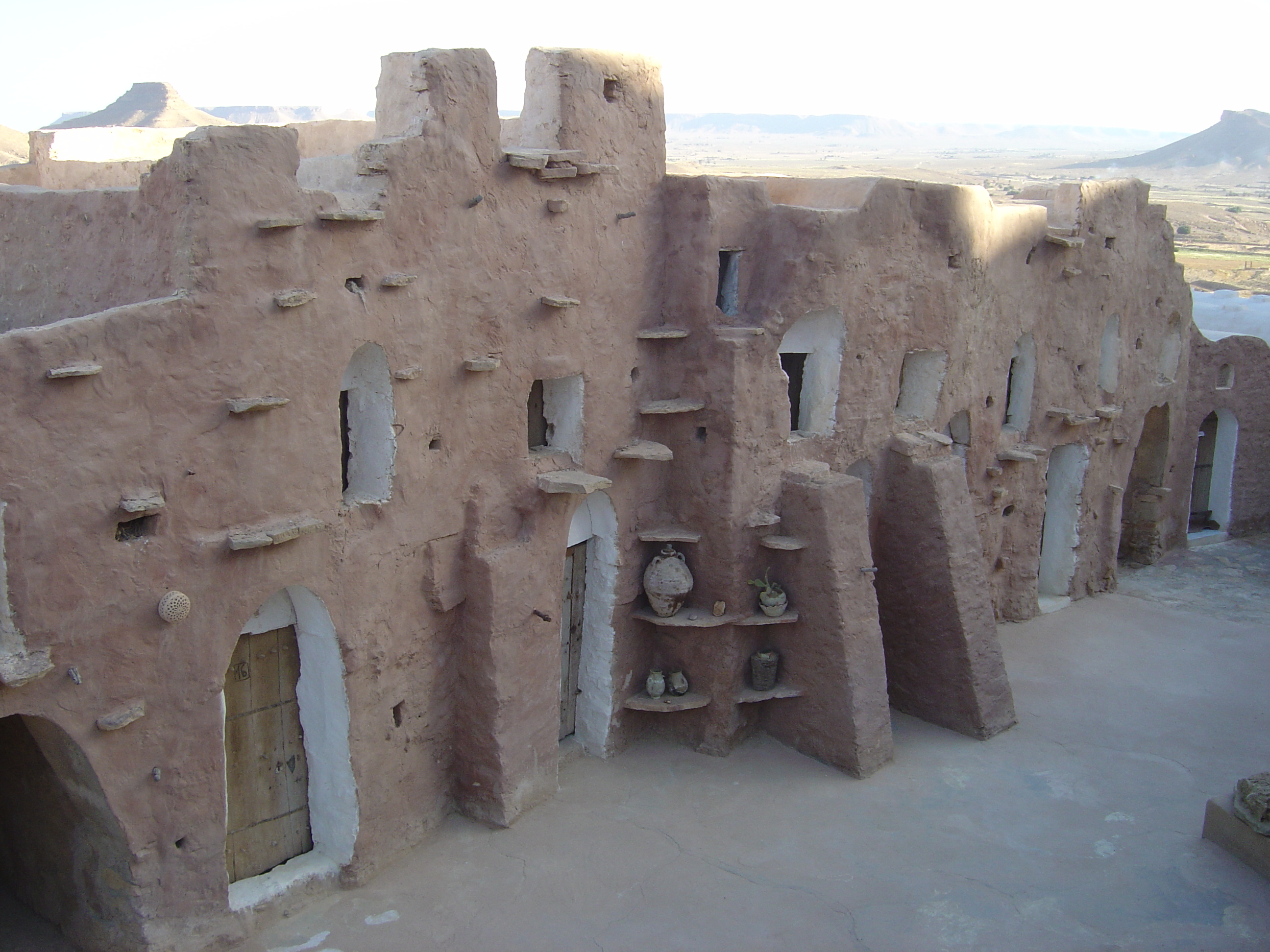
Douiret（チュニジア）
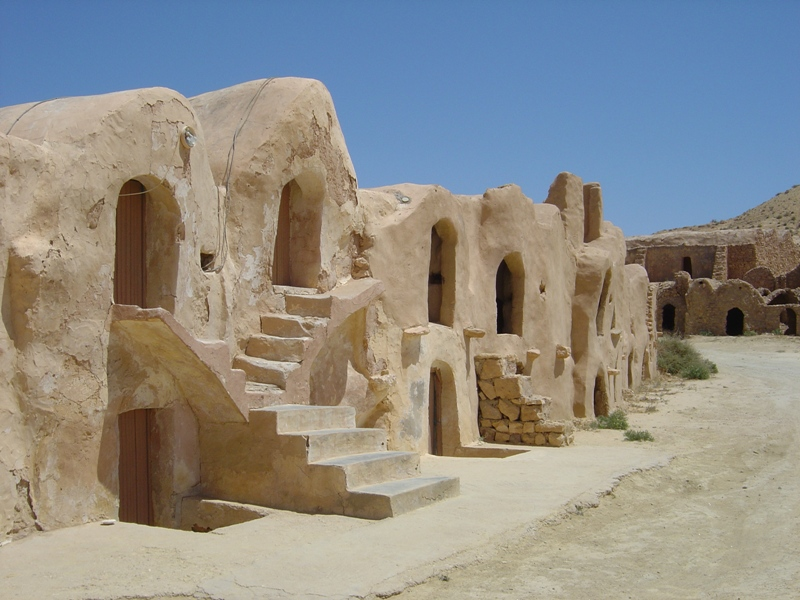
Ksar Hallouf（チュニジア）
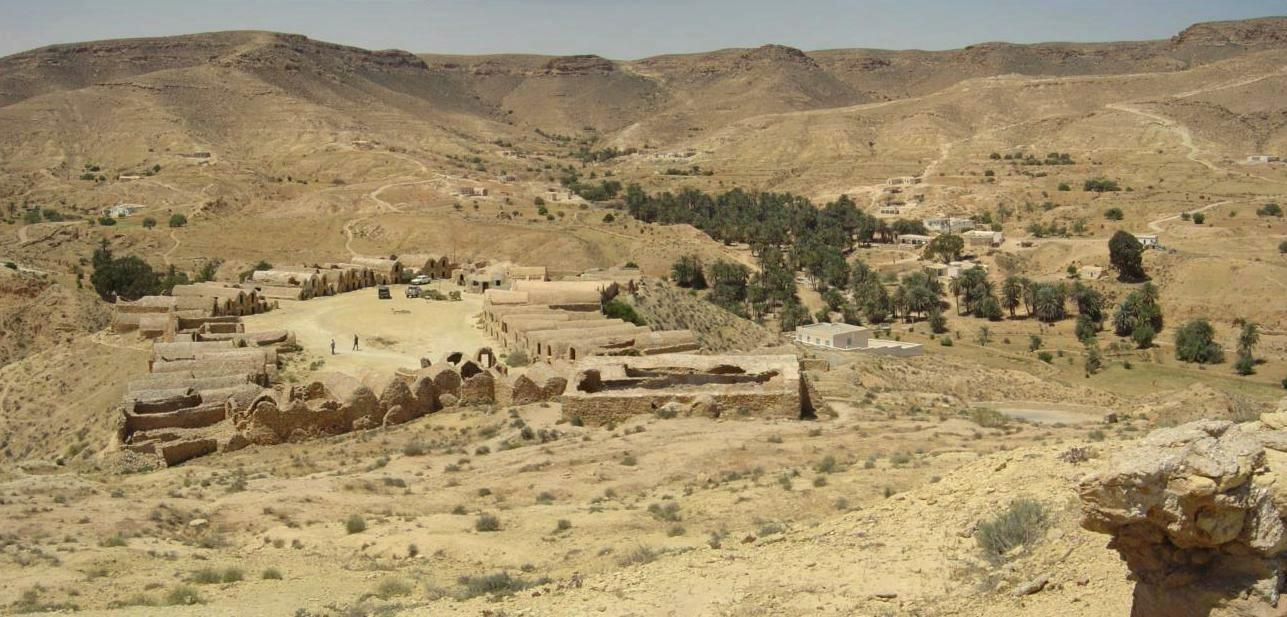
Ksar Hallouf（チュニジア）
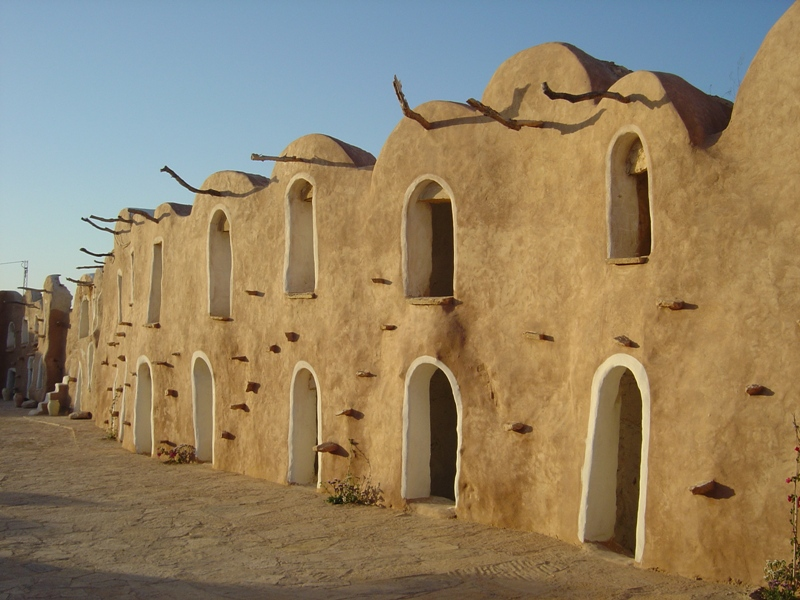
Ksar Ouled Debab（チュニジア）
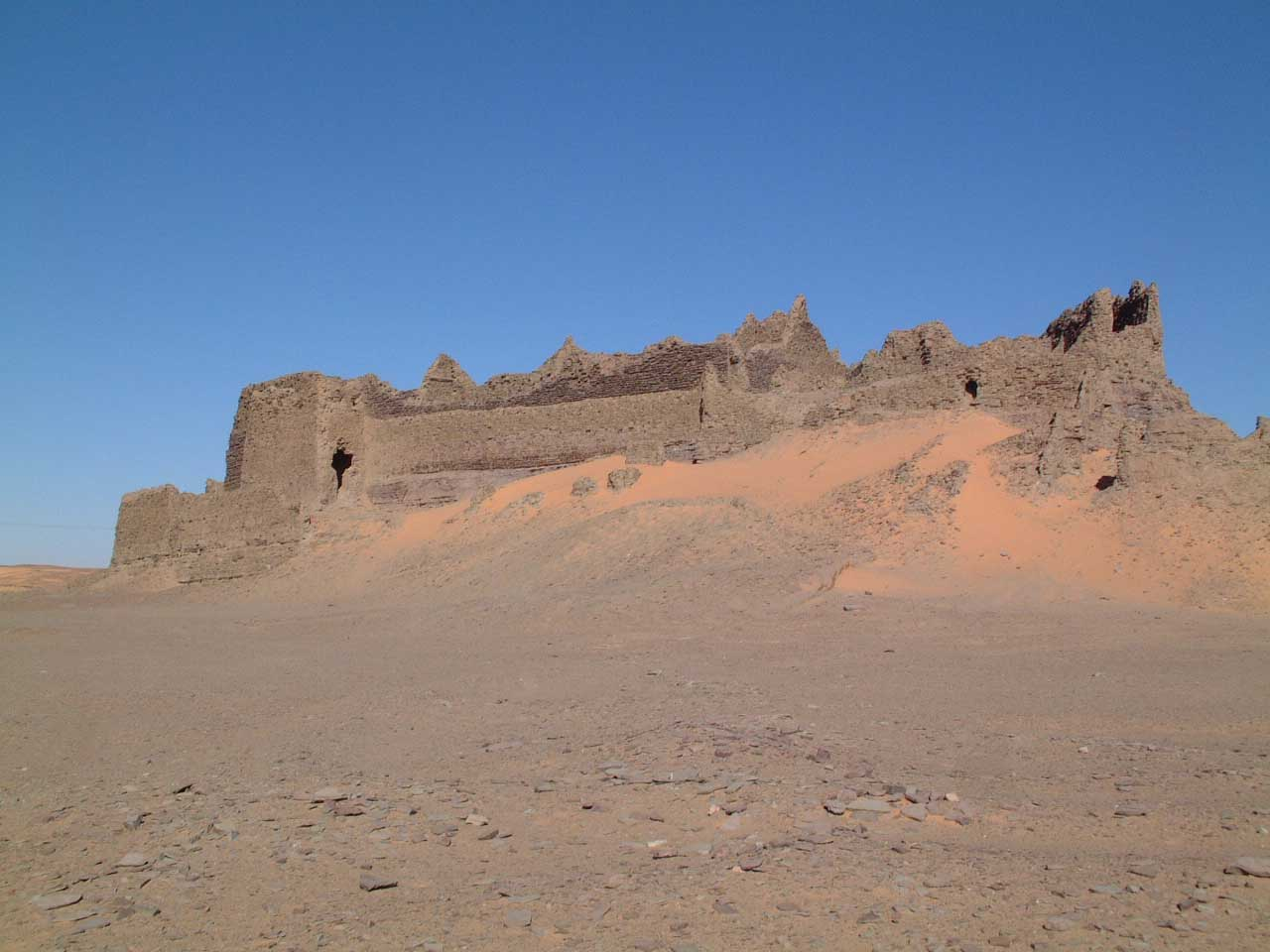
Timimoun近郊の廃墟と化したクスール（アルジェリア）